# Batalha de Yamazaki
A Batalha de Yamazaki foi travada em 1582 em Yamazaki, como era chamada a fronteira entre as províncias de Settsu e Yamashiro, no Japão, entre Toyotomi Hideyoshi e Akechi Mitsuhide, querendo o primeiro vingar a morte do seu lorde, Oda Nobunaga, o qual foi assassinado pelo segundo.

## Os preparativos para a batalha
Quando Nobunaga morreu, Hideyoshi estava ocupado lutando contra o clã Mōri no Cerco de Takamatsu. Depois de trair e derrotar Nobunaga em Honnō-ji, Mitsuhide enviou uma carta para o Mōri. A carta continha um pedido de aliança para esmagar Hideyoshi, mas o mensageiro da carta foi interceptado pelas forças de Hideyoshi e a trama foi revelada.
Ao ouvir a notícia de que Nobunaga havia sido morto, e que Akechi Mitsuhide havia assumido o comando de suas posses, Hashiba Hideyoshi imediatamente negociou um tratado de paz com o Mōri exigindo o seppuku de Shimizu Muneharu de Takamatsu, e manteve o cuidado de manter a morte de Nobunaga em segredo. Uma vez garantido o tratado, em 25 de junho ele liderou suas tropas em uma marcha forçada em direção a Kyoto, cobrindo 40 quilômetros por dia, passando a noite em seu castelo de Himeji e alcançando a cidade de Amagasaki em 29 de junho. Niwa Nagahide e Oda Nobutaka se juntaram a ele quando ele passou por Osaka.

## A batalha
A batalha começou com Mitsuhide, apesar de cercado, pegou uma posição bastante deliberante, e também tinha o castelo de Shoryuji que estava bem guardado, HIdeyoshi mandou suas tropas pegarem uma montanha chamada Monte Tenno, que era a chave para vencer essa batalha, Mitsuhide mandou suas tropas também e as duas tropas foram até Tenno, as tropas de Mitsuhide chegaram primeiro e ele ficou com o Monte Tenno. De lá mandou algumas de suas tropas para a base principal de Hideyoshi. Este mandou as tropas de Fukushima Masanori e Saika Magoichi atacarem o Castelo de Shoryuji. Quando eles chegaram lá, foram rapidamente derrotados, Masanori se retirou da batalha e Magoichi, ferido escapou para um terreno sem inimigos, mas lá esperavam-no uma unidade de emboscadas de Mitsuhide e Magoichi foi morto.
A batalha parecia estar a favor de Mitsuhide, até que os exércitos de Tsutsui e Hosokawa chegaram para ajudar Hideyoshi, Shima Sakon dos Tsutsui, conseguiu capturar Shoryuji e ficou la para guardar, enquanto Tsutsui Junkei derrotou a unidade de emboscadas de Mitsuhide, ainda faltava capturar o Monte Tenno, Ishida Mitsunari, o oficial chefe de Hideyoshi percebeu que tinha um caminho, atrás do Monte Tenno que não estava sendo guardado por suas tropas inimigas, então ele rapidamente passou no local e atacou os guardas de Tenno por trás, capturando o Monte. De lá atirou até à base de Mitsuhide, e quando lá chegou, Mitsunari lutou contra Mitsuhide, matando-o e dando a vitória da batalha para Hideyoshi.

## Após a Batalha
Com Mitsuhide morto, Hideyoshi estava livre para ser o sucessor de Nobunaga. Depois no caminho de Hideyoshi so restava outro comandante que tinha um grande exercito, essa era Ieasu Tokugawa da província de Mikawa. Hideyoshi morre deixando tudo para seu filho Hideyori Toyotomi, esse que tinha Osaka como base.